# Disconectes coxalis
Disconectes coxalis är en kräftdjursart som beskrevs av Oleg Grigor'evich Kussakin 1983. Disconectes coxalis ingår i släktet Disconectes och familjen Munnopsidae. Inga underarter finns listade i Catalogue of Life.